# Sarbanissa insocia
Sarbanissa insocia là một loài bướm đêm trong họ Noctuidae.